# Finland i 19de seklet
Finland i 19de seklet är en bok som utgavs i Finland år 1893 på initiativ av Leo Mechelin.
Verket ingick i Mechelins politiska program för att motivera Finlands särställning i det ryska riket. Zacharias Topelius intog en central ställning vid planeringen och skrev förordet och de inledande kapitlen. Till verket bidrog 28 sakkunniga med texter och verket illustrerades av bland annat Gunnar Berndtson, Albert Edelfelt,  Axel Gallén och Eero Järnefelt.
År 2019 utgavs verket som en digital utgåva av Svenska litteratursällskapet som nummer 14 i serien Zacharias Topelius skrifter (2010-2022) och nummer 837 i Skrifter utgivna av svenska litteratursällskapet.